# ナイトホークス (小説)
『ナイト・ホークス』（原題:The Black Echo）は、アメリカのミステリー作家マイクル・コナリーによる1992年のデビュー小説。ハリー・ボッシュ・シリーズの最初の長編作品でもある。
ロサンゼルス市警ハリウッド署殺人課の刑事ボッシュが、FBIの女性捜査官エレノア・ウィッシュとともに殺人事件と銀行強盗事件の捜査を行う。
1992年にアメリカ探偵作家クラブのエドガー賞処女長編賞を受賞した。

## あらすじ
ある晩、非行少年がマルホランド・ダムの近くで死体遺棄を目撃し、死体があることを911に通報する。それを受けて出動したボッシュは、死体が薬物過剰摂取による事故死を装った殺人であることを見抜き、相棒のエドガーと捜査を開始する。ボッシュは約10年間ロス市警の強盗殺人課（RHD）で働いていたが、『ドールメーカー事件』での行いから停職処分を受けた後にハリウッド署殺人課に左遷されていた。
ボッシュは死体の顔に見覚えがあり、ベトナム戦争でトンネルねずみとして共に戦った仲間メドーズであった。彼の自宅を捜索すると、既に誰かが捜索した形跡があり、タンスの裏から質札が見つかる。その質屋は前日に泥棒に入られており、質札に対応するブレスレットもその際に盗まれていたことが判明する。ボッシュが市警のデータベースでブレスレットを検索すると、一年前のボッシュの停職中に発生した銀行強盗事件で盗まれた品のひとつであることが判明する。その銀行強盗事件では、犯人たちは下水道からトンネルを掘って貸金庫室の床下から侵入しており、トンネルねずみだったメドーズが関わっていることをボッシュは連想する。
ボッシュは当時銀行強盗事件を担当していたFBIのウィッシュ捜査官を訪ね、正式な手続きを踏まずに協力を要請する。それがロス市警上層部のアーヴィング副警視正に伝わり、ボッシュとエドガーは捜査から外されるとともに、ボッシュは内務監査課（IAD）の監視下に置かれる。
ボッシュは諦めず、ウィッシュや上司のロークを脅して自分を捜査に参加させる。ボッシュとウィッシュがコンビを組んで捜査に当たり、死体遺棄を目撃した少年を割り出して聞き取りをするが、彼は犯人たちの顔を見なかったと答え、その後何者かに殺されてしまう。ボッシュは憤りと責任を感じ、改めて犯人逮捕を誓う。
ボッシュらはメドーズが一時期滞在していた復員軍人の犯罪者のための更生施設で一緒だった男たちの中に仲間がいると見て目星をつける。
ウィッシュはボッシュを自宅での夕食に誘い、二人は惹かれ合って一夜を共にする。彼女の家にはエドワード・ホッパーの『夜ふかしする人たち』(ナイトホークス)の複製画が飾られており、この絵はボッシュも気に入っているものだった。
ボッシュは銀行強盗の被害者リストを見せてもらい、その中でベトナム系の名前を調べる。するとビンという人物が1975年のサイゴン陥落時に米国に渡っており、サイゴン警察で賄賂を受け取っていた三刑事のひとりであり、彼らは多額の賄賂をダイヤモンドに替えて米国に持ち込んでいたことがわかる。銀行強盗は、ビンが貸金庫に入れていたダイヤモンドが目的だったのだとボッシュは確信する。ボッシュはビンを足がかりに三刑事のひとりであるトランを突き止め、彼の資産が次に狙われるのではないかとみて、彼が使っている貸金庫サービスの店を張り込む。ボッシュは張り込み中にウィッシュにブラック・エコーのことを話す。暗闇の中で自分の息がこだまして恐怖を感じることだという。
ボッシュはFBIらと張り込みをしながら、以前取り寄せてそれっきりになっていたメドーズの資料を広げ、そこにFBIからもらった同様の資料には無かった書類が含まれていることに気づく。それはロークがベトナムでメドーズの同僚だったことを示しており、この事件の黒幕がロークであったことをボッシュは悟る。
予想通り犯人たちが貸金庫サービスの金庫室に床下から侵入するが、ボッシュの素行を監視していた内務監査課の刑事が勘違いして金庫室に入ろうとし、犯人たちに撃たれてしまう。ボッシュは犯人たちを追って床下から下水道に向かうが、途中で撃たれて動けなくなり、そこにロークが現れてとどめを刺されそうになるも、ウィッシュが間一髪ロークを撃ち殺してボッシュは助かる。
ボッシュは病院で治療を受け、ウィッシュはボッシュに別れを告げ、FBIを離れて旅に出ると言う。しかし何か引っかかるものを感じたボッシュは病院を抜け出して署に戻って調べ、復員軍人墓地の記念碑のレプリカを調べて、一連の事件の中心人物がウィッシュであったことを悟る。翌日ウィッシュを訪ねたボッシュは、彼女に真相を聞き出し、自首するように言う。その後、彼女は自首し、ボッシュのもとには彼女から『夜ふかしする人たち』の画が送られてくる。

## 登場人物
- ハリー・ボッシュ
- ジェリー・エドガー
- エレノア・ウィッシュ: FBI捜査官
- アーヴィン・アーヴィング: ロス市警副警視正
- ピアス・ルイス: ロス市警内務監査課(IAD)の刑事
- ドン・クラーク: ルイスの相棒
- ハーヴェイ・パウンズ: ロス市警ハリウッド署の警部補、ボッシュの上司
- ジョン・ローク: FBI主任特別捜査官、ウィッシュの上司
- エドワード・ニース（シャーキー）: 不良少年
- ウィリアム・メドーズ: 殺人事件の被害者
- テリア・キング（エルヴィス）: 路上犯罪データベースの使い手
- ラリー・サカイ: 検屍技官
- オスカー・オウビンナ: 質屋
- アート・フランクリン: メドーズの仲間
- ジーン・デルガド: 同
- ボブ・エルンスト: 国務省貿易開発部次長
- ゴー・ヴァン・ビン: 元サイゴン警察の刑事
- グエン・トラン: 同

## 作品の評価

### 批評家によるレビュー
ニューヨーク・タイムズ紙のマリリン・スタシオは、「警察小説と冒険小説の両方の要素を持ち、最後まで手に汗握って読める本」と評している。
パブリッシャーズ・ウィークリー誌は、「独創的かつ非常に本格的な処女作で、通常のロサンゼルス警察の仕事を超越した作品」と述べている。

### 受賞歴
本作は、1993年のエドガー賞 処女長編賞を受賞し、同年のアンソニー賞の新人賞とディリス賞にもノミネートされた。